# Littleton (Massachusetts)
Littleton és una població dels Estats Units a l'estat de Massachusetts. Segons el cens del 2007 tenia 8.714 habitants.

## Demografia
Segons el cens del 2000, Littleton tenia 8.184 habitants, 2.960 habitatges, i 2.217 famílies. La densitat de població era de 190,1 habitants/km².
Dels 2.960 habitatges en un 37,8% hi vivien nens de menys de 18 anys, en un 64,6% hi vivien parelles casades, en un 7,7% dones solteres, i en un 25,1% no eren unitats familiars. En el 19,6% dels habitatges hi vivien persones soles el 8,2% de les quals corresponia a persones de 65 anys o més que vivien soles. El nombre mitjà de persones vivint en cada habitatge era de 2,72 i el nombre mitjà de persones que vivien en cada família era de 3,16.
Per edats la població es repartia de la següent manera: un 27,1% tenia menys de 18 anys, un 4,4% entre 18 i 24, un 33% entre 25 i 44, un 23,7% de 45 a 60 i un 11,8% 65 anys o més.
L'edat mediana era de 38 anys. Per cada 100 dones de 18 o més anys hi havia 92,9 homes.
La renda mediana per habitatge era de 71.384 $ i la renda mediana per família de 83.365$. Els homes tenien una renda mediana de 54.097 $ mentre que les dones 43.966$. La renda per capita de la població era de 31.070$. Entorn del 2,4% de les famílies i el 3,6% de la població estaven per davall del llindar de pobresa.

## Fills il·lustres
- Eleanor H. Porter (1868-1920) escriptora i cantant.